# خوسيه أورتيغا توريس
خوسيه أورتيغا توريس (بالإسبانية: José Ortega Torres)‏ هو كاتب وشاعر إسباني، ولد في 1943 في غرناطة في إسبانيا.